# Luigi Sabatelli

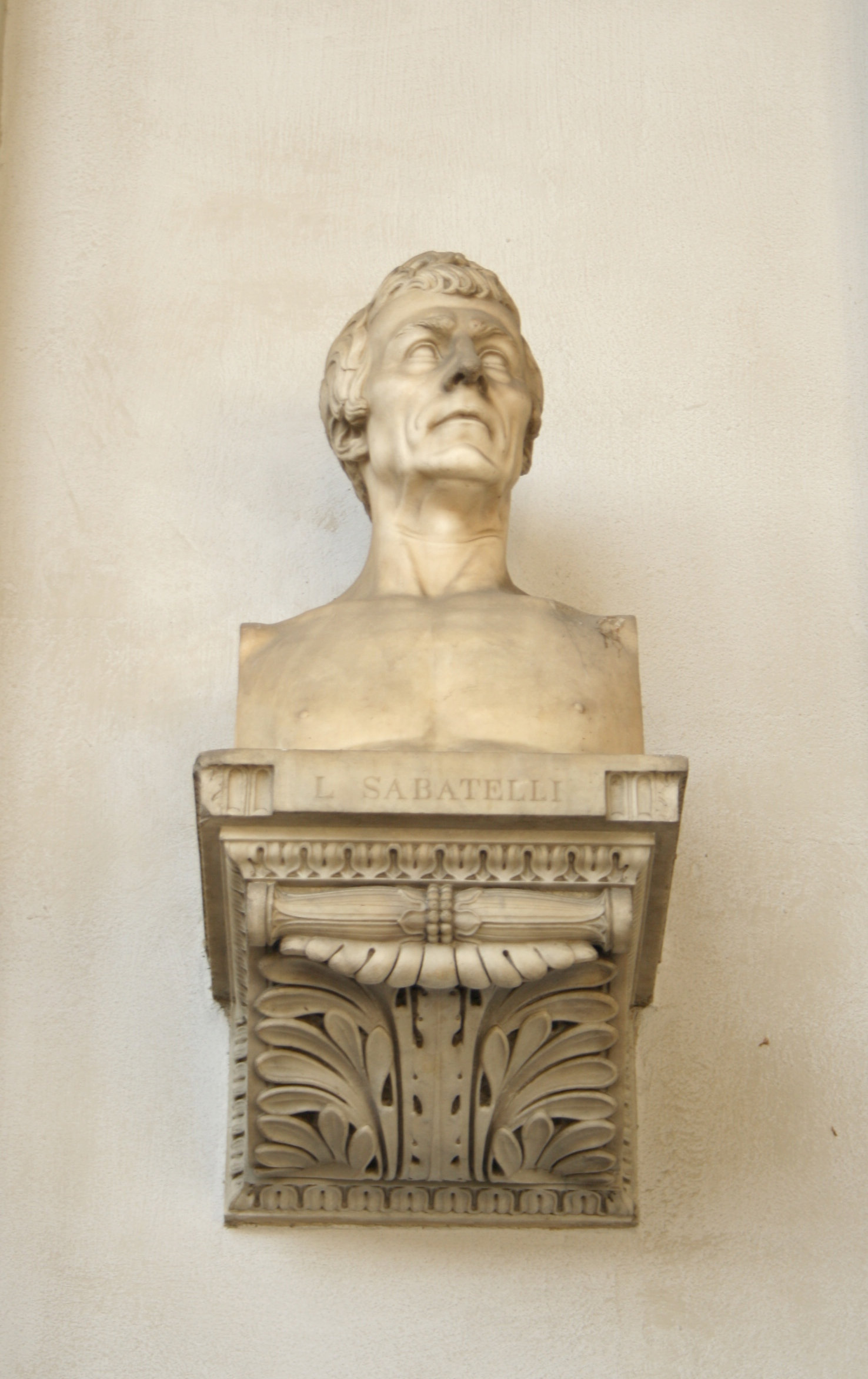
Busto di Luigi Sabatelli presso il palazzo dell'Accademia di Brera (Milano).

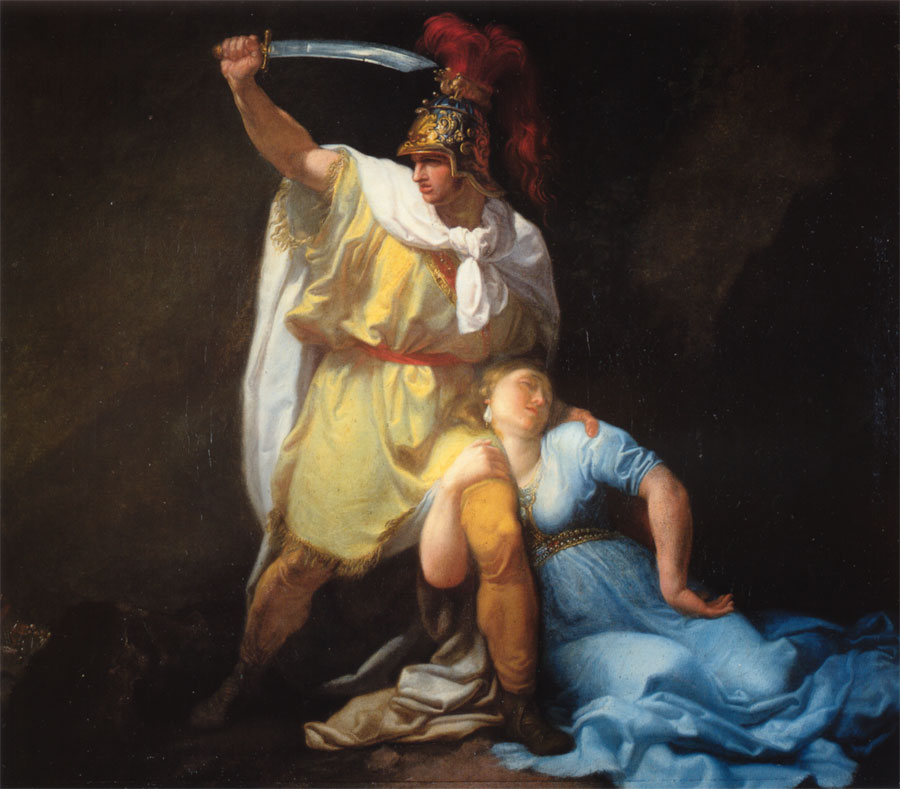
Radamisto uccide Zenobia, 1803

Luigi Sabatelli (Firenze, 21 febbraio 1772 – Milano, 29 gennaio 1850) è stato un pittore e incisore italiano.

## Biografia
Si formò all'Accademia di Belle Arti di Firenze, acquisendo uno stile pienamente neoclassico, arricchito però anche da novità di tipo romantico, ispirandosi a Ingres.
Divenne pittore di corte di Maria Luisa di Borbone-Spagna, regina d'Etruria e duchessa di Lucca, e per lei decorò alcuni ambienti di palazzo Pitti (come il Concilio degli dèi, del 1803, e le altre pitture della sala dell'Iliade). Sue opere si trovano anche nel complesso di San Firenze (affreschi nella cupoletta della chiesa), nella chiesa di San Girolamo a Fiesole (affresco di San Girolamo) e nella cappella della Madonna del Conforto del Duomo di Arezzo.
Fu anche un apprezzato incisore e fece stampare una serie di stampe della Via Crucis che ancora oggi si trovano in numerose parrocchiali toscane. Altre sue celebri incisioni all'acquaforte sono La peste di Firenze e la serie dell'Apocalisse.
Dal 1808 fino alla morte nel 1850, avvenuta a Milano nella sua casa di via Fiori Oscuri n.11, insegnò all'Accademia di Brera.
Ebbe dieci figli, tra cui Marina Sabatelli sposata Formenti, Francesco, Giuseppe, Luigi Maria e Gaetano Sabatelli. Questi ultimi quattro divennero anche loro rinomati pittori, specializzati in paesaggi e soprattutto in ritratti che furono molto apprezzati dalle famiglie nobili e borghesi di Milano, Vienna e Firenze.
Una sua dettagliata biografia che elenca anche le sue opere più importanti nonché parti del diario scritto dallo stesso Luigi, la si trova in: "Cenni Biografici sul Cav. Prof. Luigi Sabatelli - scritti da lui medesimo, raccolti dal figlio Gaetano, Pittore - Stabilimento Tipografico Enrico Reggiani - Via della Signora, 15 Milano".

## Onorificenze
- Cavalier Ordine del Merito sotto il titolo di San Giuseppe del Gran Ducato di Toscana
- Gran Medaglia d'oro con catena del Regno del Lombardo Veneto